# Shadowmaker (Running-Wild-Album)
Shadowmaker ist das vierzehnte Studioalbum der deutschen Heavy-Metal-Band Running Wild. Es erschien am 20. April 2012 bei Steamhammer/SPV.

## Entstehung
Zuvor hatte Rolf Kasparek Erfahrungen mit seiner Glam-Rock-Band Toxic Taste gesammelt. Aus deren Songmaterial stammt auch das Stück Me & the Boys, das Einflüsse dieses Stils aufweist. Obwohl Kasparek es nicht zugab, warfen einige Rezensenten der Band vor, bei dem Album einen Drumcomputer verwendet zu haben, so etwa der Metal Hammer.

## Rezeption
Jacob Kranz vom Metal Hammer schrieb, „jeglicher Versuch, Shadowmaker richtig gut finden zu wollen,“ werde „durch die zu Tode polierte Produktion zunichte gemacht. Obwohl Running Wild für die offensichtlich programmierten Drums in der Vergangenheit mehrfach Kritik eingesteckt haben, und obwohl sich Rock’n’Rolf darüber im Klaren sein müsste, dass ein Comeback-Album alles und jeden vernichten sollte, begibt er sich direkt in dieses Minenfeld zurück.“ Er vergab 2 von 7 Punkten. Rüdiger Stehle von Powermetal.de schrieb: „Was bleibt, das ist ein solides Running-Wild-Album, das sicher kein Klassiker im Katalog der Band werden wird, das aber auch weit davon entfernt ist, ein Rohrkrepierer zu sein. Lieb gewonnene, gewohnte Klänge verbinden sich mit einigen frischen, rockenden Elementen zu einer gefälligen Mischung, die zwar hier und da ein wenig kitschig wirkt, dafür aber an anderen Stellen auch wunderbar unterhalten kann.“ Er gab dem Album 8 von 10 Punkten.
Kommerziell erreichte Shadowmaker zwar mit Platz 12 die höchste Position der Band in den deutschen Albencharts, war dort aber nur eine Woche lang gelistet.

## Titelliste
1. Piece of the Action – 4:25
2. Riding on the Tide – 4:18
3. I Am Who I Am – 4:51
4. Black Shadow – 5:13
5. Locomotive – 4:35
6. Me & the Boys – 5:00
7. Shadowmaker – 4:25
8. Sailing Fire – 4:14
9. Into the Black – 4:57
10. Dracula – 7:29